# Marathon (Sohn des Epopeus)
Marathon (altgriechisch Μαραθών Marathṓn) war in der griechischen Mythologie der Sohn des Epopeus, des Königs von Sikyon.
Er floh vor seinem gewalttätigen Vater nach Attika. Nach dem Tode des Epopeus kehrte er in seine Heimat zurück und übergab seinen Söhnen die Herrschaft. Sikyon erhielt Asopia, das spätere Sikyon, und Korinthos erhielt Ephyra, das spätere Korinth.
Marathon siedelte in Attika an dem Ort, der später nach ihm Marathon genannt wurde. Nach Plutarch war jedoch ein anderer Marathon Namensgeber.